# Jurgen Van den Broeck
Jurgen Van den Broeck (Herentals, 1 februari 1983), bijgenaamd de Locomotief van Morkhoven, is een Belgisch voormalig wielrenner actief van 2004 tot 2017. 
Hij werd in 2010 derde in de Ronde van Frankrijk, alhoewel hij nooit het podium op mocht als initieel vijfde. Twee jaar later kreeg hij pas erkenning als derde in de eindklassering, nadat Denis Mensjov en Alberto Contador werden geschrapt wegens gebruik van verboden middelen.

## Carrière

### 2001–2007: Jeugd en eerste profjaren
In 2001 werd Van den Broeck wereldkampioen tijdrijden bij de junioren. Na tussenstops bij het opleidingsteam van Quick Step en Discovery Channel stapte hij in 2007 over naar de Belgische wielerploeg Predictor-Lotto. In het najaar van 2007 behaalde hij brons op het Belgisch kampioenschap tijdrijden.

### 2008: Doorbraak als ronderenner
Tijdens zijn tweede grote ronde werd Van den Broeck zesde in het eindklassement van de Ronde van Italië. Oorspronkelijk eindigde hij als zevende, maar door de diskwalificatie van de op doping betrapte Emanuele Sella kon hij een plaatsje opschuiven.

### 2009: Ondanks pech bevestiging in de Tour

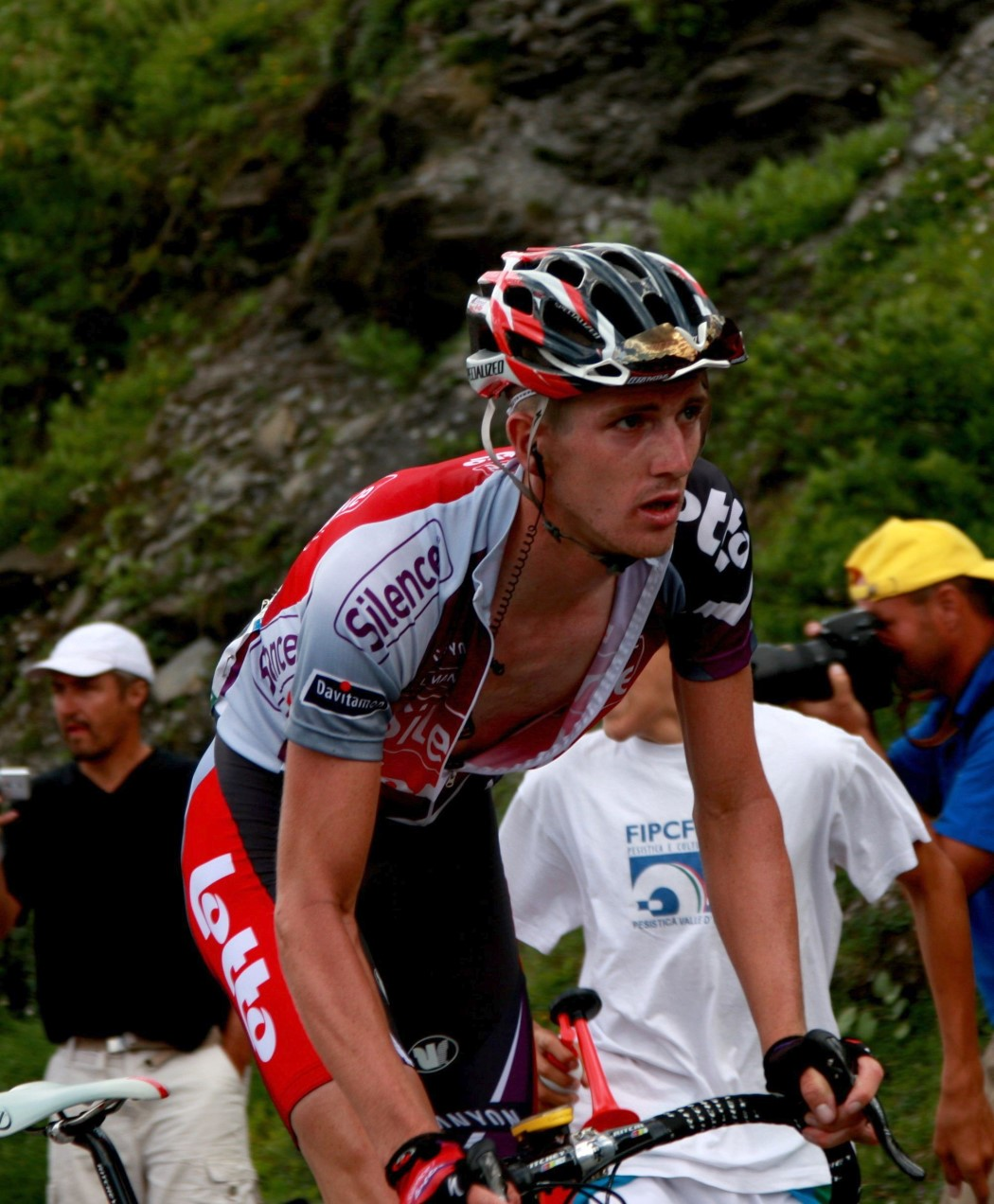
Op de Grote Sint-Bernhardpas, tijdens de Ronde van Frankrijk 2009

In het voorjaar van 2009 behaalde Van den Broeck in het eindklassement van Parijs-Nice de vijftiende plaats. Hij reed dat jaar geen Giro om later in het jaar alles op de Tour te kunnen zetten.
Hij kwam in de Ronde van Frankrijk met een goede conditie aan de start, maar zag op dag vier zijn ambities in rook opgaan na een valpartij in de ploegentijdrit. Door deze pech verloor hij zo'n zes minuten. Toch slaagde hij er nog in de 15e stek in het eindklassement te veroveren, op zo'n 21 minuten van eindwinnaar Alberto Contador. Wetende dat de 10e in het eindklassement op ongeveer een kwartier eindigde, had een top tien zonder deze pech zeker tot de mogelijkheden behoord.

### 2010: Podium in de Tour
In het voorjaar van 2010 stond Van den Broeck zijn ploegmaat Gilbert bij tijdens de heuvelklassiekers. Hij zag zijn werk bekroond door de overwinning van Gilbert in de Amstel Gold Race, een zesde stek tijdens de Waalse Pijl en een podiumplaats tijdens Luik-Bastenaken-Luik. Zelf mocht Van den Broeck, met telkens een top twintig ook trots zijn op zijn prestaties als helper tijdens deze drie wedstrijden.
Nadat hij in 2009 de smaak te pakken gekregen had, zette Van den Broeck in 2010 terug alles op de Tour. Hij kende een goede voorbereiding die hij bevestigd zag door een 4e plaats in het eindklassement van de Dauphiné Libéré. De Ronde van Frankrijk zelf werd een groot succes. Op de gevreesde kasseienrit werd Van den Broeck zelfs negende en op de eerst aankomst bergop in Morzine eindigde hij als zevende bij de favorieten. Doorheen de Pyreneeën wist hij altijd met de besten mee te gaan met een vierde plaats op etappe twaalf als uitschieter. Ook in de Alpen toonde Van den Broeck zijn klimmerskwaliteiten en hij moest nooit veel tijd op Andy Schleck, Alberto Contador en de anderen prijsgeven, alleen winnen zat er nooit echt in. Nadat het peloton over de laatste berg van de tour was gegaan, de Col du Tourmalet, was hij vijfde op 5'27" van het geel. Hoewel hij veel tijd moest prijsgeven in de afsluitende tijdrit behield hij deze plaats en werd hij de beste Belg in de Tour sinds Claude Criquielion 24 jaar eerder.
In het najaar zag hij zijn prestatie in de Tour bijna verzilverd tijdens de uitreiking van de Kristallen fiets, maar daarin moest hij ruimschoots de duimen leggen tegen zijn ploegmaat Philippe Gilbert, die zichzelf voor het derde jaar op rij deze trofee toe-eigende. De reden waarom Van den Broeck niet als eerste eindigde was grotendeels te wijten aan het feit dat hij in het hele seizoen geen overwinning behaald had. Ook was Gilbert het hele wielerjaar top geweest, terwijl Van den Broeck als ronderenner zich verplicht zag om te pieken naar de periode van de Tour.
In 2012 werd bekendgemaakt dat Contador doping zou hebben gebruikt tijdens de Tour van 2010 waardoor Van den Broeck opschoof naar plaats vier. Hierdoor werd hij de beste Belg in de Tour sinds Lucien Van Impe in 1983. In 2014 werd dan weer bekendgemaakt dat de nummer drie in diezelfde tour Denis Mensjov verdachte bloedwaarden had en dat Van den Broeck wederom een plaats opschoof. Hierdoor eindigde hij als derde op het tourpodium en was hij de eerste Belg die dat in 33 jaar wist klaar te spelen.

### 2011: Goed voorjaar en najaar

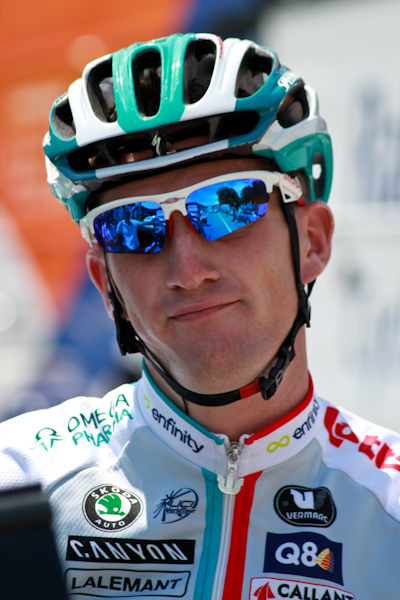
Van den Broeck in 2011

In de Dauphiné Libéré van 2011 presteerde hij opnieuw erg sterk. Hij won de eerste etappe in lijn, zijn eerste overwinning in acht jaar. Ook in de rest van de rittenkoers was hij vooraan te zien. In de laatste twee bergritten leidde hij telkens de kopgroep, maar leider Bradley Wiggins of een van de andere toppers uit het klassement lossen lukte niet, waardoor Van den Broeck net als in 2010 op een vierde plek eindigde in het algemene klassement.
In de eerste etappe van de Ronde van Frankrijk, die aankwam op de Mont des Alouettes, finishte Van den Broeck als vijfde op zes seconden van ritwinnaar Philippe Gilbert. Hij deed daarmee een erg goede zaak voor het klassement, aangezien Alberto Contador een minuut en twintig seconden verloor door verschillende valpartijen tijdens de hectische eindfase van de etappe. Op zondag 10 juli 2011 raakte Van den Broeck ernstig geblesseerd tijdens de negende etappe van de Ronde van Frankrijk. In de afdaling van de Col du Perthus kwam hij hard ten val en brak daarbij zijn schouderblad, twee ribben en liep tevens een klaplong op. Even nog probeerde hij op zijn fiets te kruipen, maar na enkele honderden meters moest hij noodgedwongen opgeven. Drie dagen na zijn val gaf hij in Herentals een persconferentie waarin hij meedeelde dat hij waarschijnlijk dit seizoen nog in actie zou komen in de Vuelta.
Zoals hij al direct na zijn zware val in de Tour al aangegeven had, kwam Van den Broeck eind augustus aan de start van de Vuelta. Na anderhalve week stond hij op een achtste plaats in het algemeen klassement, maar na een mindere tijdrit zakte hij weg naar de twaalfde plaats.

### 2012: Vierde in de Tour

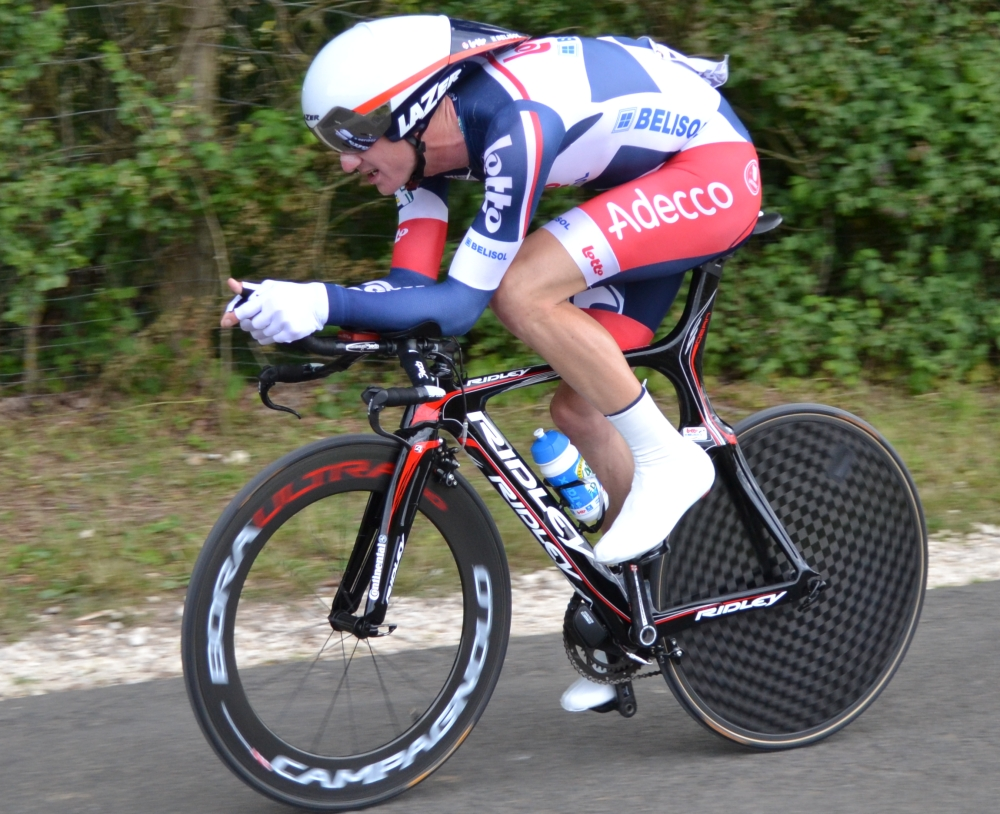
Van den Broeck in de tijdrit van Bonneval naar Chartres tijdens de Ronde van Frankrijk 2012

In de Ronde van Catalonië werd Van den Broeck dankzij een top 10-plaats in etappe vier tot en met zeven derde in de eindstand. Vervolgens in de Ronde van de Algarve werd hij vierde op vijftig seconden van de winnaar Richie Porte. In het Critérium du Dauphiné eindigde hij als vijfde in het klassement. Van den Broeck slaagde er dan wel niet in een ritoverwinning te behalen als het jaar ervoor, maar dankzij een knappe tijdrit (elfde) en een goed resultaat in etappe zes (achtste) toonde hij de wereld dat hij klaar was voor de Tour.
In de zevende etappe van de Ronde van Frankrijk kreeg hij een platte band aan de voet van de beklimming naar de La Planche des Belles Filles. Hierdoor moest hij 1 minuut 54 seconden toegeven op de winnaar Chris Froome en de nieuwe geletruidrager Bradley Wiggins. In etappe 8 maakte hij de achterstand al wat kleiner door als zesde te eindigde in dezelfde groep als Wiggins. Zowel in etappe tien en elf kwam hij in de top tien terecht. Vooral in etappe elf toonde hij zijn vorm door aan te vallen. Het zag er even naar uit dat hij zou winnen, maar de groep der favorieten met onder meer Chris Froome, Bradley Wiggins en Vincenzo Nibali haalde hem terug en de overwinning was voor de Fransman Pierre Rolland en Van den Broeck moest genoegen nemen met de vierde plaats. Deze prestatie zorgde ervoor dat hij vijfde werd in het algemeen klassement. Eén dag later zakte Cadel Evans helemaal door het ijs, wat ervoor zorgde dat Van den Broeck op de vierde plek terechtkwam.
De zeventiende etappe was de meest succesvolle dag van Van den Broeck. In de beklimming naar Peyragudes ontsnapte Alejandro Valverde en vervolgens ook hij met zijn knecht Jelle Vanendert. Het Belgisch duo werd gegrepen, maar dankzij Vanendert werd de kopgroep sterk uitgedund. Hierdoor moesten Evans en Tejay van Garderen lossen. Tegen het einde van de klim ontsnapten de nummers één en twee van het klassement: Bradley Wiggins en Chris Froome. Dankzij de Belgen bleef hun voorsprong op het einde beperkt tot zeven seconden. In de afsluitend tijdrit over 53,5 kilometer was zijn voornaamste opdracht de vierde plaats verdedigen tegen Van Garderen die een betere tijdrijder is. Het lukte hem een voorsprong te behouden van 49 seconden op de Amerikaan en zijn vierde plaats in de meest prestigieuze ronde ter wereld was een feit.
Van den Broeck startte als schaduwfavoriet in de Ronde van Spanje, maar oververmoeid na het zware jaar moest hij opgeven.

### 2013: Pech
Het jaar 2013 leek een herhaling te worden van jaar 2011. In het voorjaar zette Van den Broeck degelijke, maar weinig spraakmakende resultaten neer. Vanaf mei ging hij de cols in de Ronde van Frankrijk 2013 verkennen. Het Critérium du Dauphiné viel tegen, maar met een achtste plaats op het Belgisch kampioenschap wielrennen kon hij hoopvol toeleven naar de Ronde van Frankrijk. De eerste ritten in de Ronde van Frankrijk op Corsica kwam Van den Broeck goed door. Na de tijdrit in Nice stond hij dertiende in het algemene klassement. In de vijfde rit naar Montpellier kwam Van den Broeck echter zwaar ten val op driehonderd meter van de finishlijn, nadat Nacer Bouhanni voor hem viel. Van den Broeck had een zware blessure aan de knie en zou niet meer starten in de volgende rit. Er volgde een lange revalidatie.

### 2014: Wederopstanding en terugval

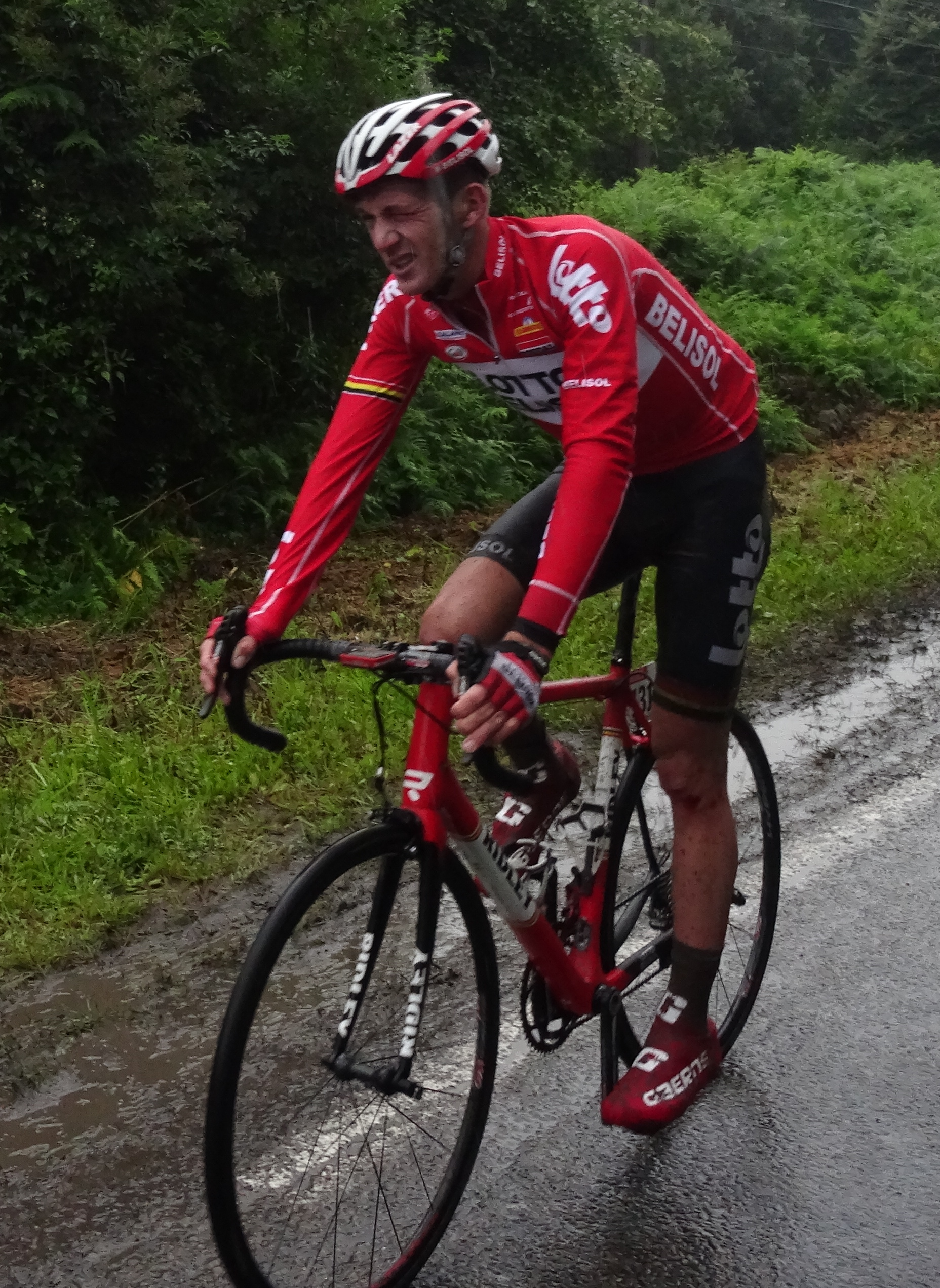
Van den Broeck aan de aankomst van de kasseienetappe van Ieper naar Wallers–Porte du Hainaut tijdens de Ronde van Frankrijk 2014

Hoewel Van den Broeck nog steeds last had van zijn gehavende knie kon hij in de bergen steeds langer en langer de top van het klassement volgen, totdat hij in Tirreno-Adriatico wederom op zijn gehavende knie viel. Hij moest opgeven en even werd er gevreesd dat hij de Tour niet zou halen, maar de val bleek al bij al nog mee te vallen. In het voorjaar en de eerst volgende rittenkoersen bleven de resultaten uit tot het Critérium du Dauphiné aanbrak. In de eerste tijdrit over tien kilometer moest Van den Broeck slechts vijftien seconden toegeven op Froome en de volgende dag kon hij in de klim naar de finish, die een buitencategorie was, als enige samen met Alberto Contador en Wilco Kelderman de gele trui volgen. Hij eindigde deze rit als vierde en hield daarbij onder meer Vincenzo Nibali achter zich. In de laatste bergrit begaf Froome het en nam Talansky de eindwinst. Van den Broeck kwam samen met Talansky over de meet en eindigde in het eindklassement als derde.
In de Ronde van Frankrijk 2014 begon hij heel goed aan de eerste week. Hoewel Van den Broeck viel op de gevreesde kasseienrit wist hij dankzij zijn teammaten Jürgen Roelandts en Tony Gallopin de schade te beperken en deed hij de beste zaak van alle klassementsmannen op Vincenzo Nibali na. De volgende twee dagen werd Van den Broeck telkens meegesleurd in een val door de renners voor hem wat tot resultaat had dat hij niet 100% aan de eerste bergetappe begon en de 8e etappe met aankomst Gérardmer verloor hij al 1'20" op de gele trui. In de volgende Vogezen etappes kon hij de schade beperken totdat hij in de etappe naar Risoul plots meer dan 5 minuten verloor. De volgende Alpen en Pyreneeën ritten zette deze tendens zich voort, en al snel bleek dat Van den Broeck een infectie had opgelopen door een bacterie in zijn bloed, hierdoor kon hij niet voluit gaan. Na twee weken doorzetten weet Van den Broeck toch nog 13de te worden.
In de Ronde van Spanje 2014 probeerde Van den Broeck zijn seizoen nog te redden, maar mentaal en fysiek geheel uitgeput moest hij in de 13de etappe opgeven.
Zijn mislukte seizoen leverde hem veel kritiek op van zijn ploeg en de media, waardoor de relaties tussen hem en Lotto-Belisol sterk verzuurde.
Nadat zijn carrière had kunnen eindigen met zijn zware val in de Tour van 2013, vocht Van den Broeck een heel jaar lang om er terug te staan in de Tour. Met een tegenvallend voorjaar gevolgd door een goeie Dauphiné en eerste Tourweek leek hij weer de oude, maar een infectie verpestte vervolgens alles.

### 2015 en 2016
In 2015 wist Van den Broeck de Giro uit te rijden, maar hij bleef onder de verwachtingen. Hij werd uiteindelijk twaalfde op 25 minuten en 12 seconden van winnaar Contador en eindigde eveneens na Maxime Monfort, zijn ploegmaat bij Lotto Soudal.
Op 26 juni werd hij voor de eerste maal in zijn carrière Belgisch kampioen tijdrijden bij de elite in Mol-Postel. Hij volgde drievoudig winnaar Kristof Vandewalle op.
In 2016 verhuisde Van den Broeck naar het Russische team Katjoesja. Hij startte in de Ronde van Frankrijk, maar moest de wedstrijd na de elfde etappe verlaten nadat hij bij een val een schouderbreuk had opgelopen.

### 2017
In 2017 beslist Van den Broeck tijdens de Giro dat het zijn laatste seizoen wordt. 5 jaar na zijn veelbelovende prestatie in de Tour zegt hij door de tegenslagen de motivatie om door te gaan kwijt te zijn.

## Overwinningen
1999
- Belgisch kampioen tijdrijden, Nieuwelingen

2001
- GP des Nations U23
- Wereldkampioen tijdrijden, Junioren
- Eindklassement Ster van Zuid-Limburg, Junioren

2002
- 1e etappe Ronde van Namen

2003
- Zellik-Galmaarden

2006
- Dernycriterium Schriek

2009
- Criterium Wetteren
- Criterium Herentals

2010
- Criterium van Peer
- Criterium Wetteren
- Criterium Herentals

2011
- 1e etappe Critérium du Dauphiné

2012
- Criterium Herentals

2013
- Combinatieklassement Ruta del Sol

2015
- , Belgisch kampioen tijdrijden, Elite

## Ereplaatsen
2000
- 3e - Kuurnse Leieomloop, Junioren,
- 2e - Ronde van Vlaanderen, Junioren
- 3e - Belgisch kampioenschap tijdrijden Junioren

2001
- 3e - Ledegem - Kemmel - Ledegem, Junioren

2002
- 3e - 1e etappe Ronde van Limburg, beloften

2003
- 2e - Belgisch kampioenschap tijdrijden, Beloften
- 2e - GP Istria, beloften
- 2e - Eindklassement Le Triptyque des Monts et Châteaux - Frasnes, U23
- 2e - Luik-Bastenaken-Luik U23
- 2e - GP Krka, Slovenië, beloften
- 3e - Gent - Ieper, beloften

2004
- 3e - Proloog Redlands Bicycle Classic Mount Rubidoux

2005
- 2e - 6e etappe Ronde van Duitsland

2006
- 3e - 3e etappe individuele tijdrit Ronde van België

2007
- 3e - Belgisch kampioenschap tijdrijden

2008
- 10e - 14e etappe Ronde van Italië
- 8e - 15e etappe Ronde van Italië
- 8e - 19e etappe Ronde van Italië
- 7e eindklassement Ronde van Italië
- 2e jongerenklassement Ronde van Italië

2009
- 8e - 7e etappe Parijs-Nice
- 2e - 4e etappe Ronde van het Baskenland
- 9e - 7e etappe Dauphiné Liberé
- 5e - 16e etappe Ronde van Frankrijk
- 5e - 7e etappe Eneco Tour
- 4e - Eindklassement Eneco Tour

2010
- 2e - 1e etappe Ruta del Sol
- 9e - 5e etappe Ruta del Sol
- 2e eindklassement Ruta del Sol
- 6e - 1e etappe Ronde van het Baskenland
- 9e - 5e etappe Ronde van het Baskenland
- 7e - 4e etappe Dauphiné Liberé
- 5e - 6e etappe Dauphiné Liberé
- 8e - 7e etappe Dauphiné Liberé
- 4e eindklassement Critérium du Dauphiné
- 9e - 3e etappe Ronde van Frankrijk
- 7e - 8e etappe Ronde van Frankrijk
- 4e - 12e etappe Ronde van Frankrijk
- 9e - 14e etappe Ronde van Frankrijk
- 9e - 17e etappe Ronde van Frankrijk
- 3e eindklassement Tour de France 2010 na schorsingen van tourwinnaar Alberto Contador en Denis Mensjov

2011
- 3e - 1e etappe Ruta del Sol
- 8e - 2e etappe Ruta del Sol
- 7e - 5e etappe Ruta del Sol
- 2e eindklassement Ruta del Sol
- 9e - 5e etappe Critérium du Dauphiné
- 3e - 6e etappe Critérium du Dauphiné
- 4e - 7e etappe Critérium du Dauphiné
- 3e bergklassement Critérium du Dauphiné
- 4e eindklassement Critérium du Dauphiné
- 5e - 1e etappe Ronde van Frankrijk
- 9e - 4e etappe Ronde van Frankrijk
- 9e - 5e etappe Ronde van Spanje
- 4e - 8e etappe Ronde van Spanje
- 10e - 14e etappe Ronde van Spanje
- 8e - 7e etappe Ronde van Spanje
- 8e eindklassement Ronde van Spanje

2012
- 6e - 3e etappe Ronde van de Algarve
- 6e - 5e etappe Ronde van de Algarve
- 4e eindklassement Ronde van de Algarve
- 5e - 4e etappe Ronde van Catalonië
- 6e - 5e etappe Ronde van Catalonië
- 10e - 6e etappe Ronde van Catalonië
- 6e - 7e etappe Ronde van Catalonië
- 3e eindklassement Ronde van Catalonië
- 7e - 4e etappe Ronde van het Baskenland
- 10e - Waalse Pijl
- 5e - 2e etappe Critérium du Dauphiné
- 8e - 6e etappe Critérium du Dauphiné
- 7e - 7e etappe Critérium du Dauphiné
- 5e eindklassement Critérium du Dauphiné
- 6e - 8e etappe Ronde van Frankrijk
- 9e - 10e etappe Ronde van Frankrijk
- 4e - 11e etappe Ronde van Frankrijk
- 6e 17e etappe Ronde van Frankrijk
- 4e eindklassement Ronde van Frankrijk

2013
- 6e - 3e etappe Ronde van San Luis
- 10e - 4e etappe Ronde van San Luis
- 10e - 6e etappe Ronde van San Luis
- 5e eindklassement Ronde van San Luis
- 4e - Proloog Ruta del Sol
- 6e - 1e etappe Ruta del Sol
- 8e - 2e etappe Ruta del Sol
- 6e - 3e etappe Ruta del Sol
- 2e eindklassement Ruta del Sol
- 4e - 4e etappe Ronde van Catalonië
- 10e eindklassement Ronde van Catalonië
- 7e eindklassement Ronde van Romandië

2014
- 4e - 2e etappe Critérium du Dauphiné
- 5e - 8e etappe Critérium du Dauphiné
- 3e eindklassement Critérium du Dauphiné

## Resultaten in voornaamste wedstrijden
| Jaar | Ronde van Italië | Ronde van Frankrijk | Ronde van Spanje |
| ---- | ---------------- | ------------------- | ---------------- |
| 2004 |                  |                     |                  |
| 2005 |                  |                     |                  |
| 2006 |                  |                     |                  |
| 2007 | 74e              |                     |                  |
| 2008 | 6e               |                     |                  |
| 2009 |                  | 13e                 |                  |
| 2010 |                  | ↑ *                 |                  |
| 2011 |                  | opgave              | 7e               |
| 2012 |                  | 4e                  | opgave           |
| 2013 |                  | opgave              |                  |
| 2014 |                  | 13e                 | opgave           |
| 2015 | 12e              |                     | opgave           |
| 2016 |                  | opgave              |                  |
| 2017 | 91e              |                     |                  |

| Jaar | Amstel Gold Race | Luik-Bast.‑Luik | Ronde van Lombardije | Waalse Pijl | Parijs-Tours | Kuurne-Brussel-Kuurne |  | Wereldranglijsten |
| ---- | ---------------- | --------------- | -------------------- | ----------- | ------------ | --------------------- |  | ----------------- |
| 2004 |                  | opgave          |                      | 84e         | 53e          |                       |  |                   |
| 2005 |                  | 69e             | opgave               | 68e         | 86e          |                       |  | 122e (UPT)        |
| 2006 | 30e              | opgave          |                      | 20e         |              | 8e                    |  |                   |
| 2007 | 120e             |                 | opgave               | 48e         |              |                       |  | 200e (UPT)        |
| 2008 |                  | 80e             |                      | 84e         |              |                       |  |                   |
| 2009 | 41e              | 52e             |                      | 48e         |              |                       |  | 61e (UWK)         |
| 2010 | 20e              | 18e             |                      | 19e         |              |                       |  | 26e (UWK)         |
| 2011 | 18e              | opgave          |                      | 16e         |              |                       |  | 35e (UWT)         |
| 2012 | 119e             | 37e             |                      | 10e         |              |                       |  | 14e (UWT)         |
| 2013 |                  |                 |                      |             |              |                       |  | 92e (UWT)         |
| 2014 | opgave           | opgave          |                      | 20e         |              |                       |  | 56e (UWT)         |
| 2015 |                  |                 |                      |             |              |                       |  | 108e (UWT)        |
| 2016 | 90e              | 96e             |                      | 102e        |              |                       |  |                   |
| 2017 |                  |                 |                      |             |              |                       |  | 419e (UWT)        |

### Resultaten in kleinere rondes
| Jaar | Parijs-Nice | Tirreno-Adriatico | Ronde van Catalonië | Ronde van het Baskenland | Ronde van Romandië | Critérium du Dauphiné | Ronde van Zwitserland | Ronde van Polen | Eneco Tour | Ronde van Duitsland | Ronde van Peking |
| ---- | ----------- | ----------------- | ------------------- | ------------------------ | ------------------ | --------------------- | --------------------- | --------------- | ---------- | ------------------- | ---------------- |
| 2004 |             |                   | 68e                 | opgave                   |                    |                       |                       |                 |            |                     |                  |
| 2005 |             |                   | 71e                 |                          | 56e                |                       | 45e                   |                 | 8e         | 113e                |                  |
| 2006 |             |                   |                     | opgave                   | 20e                |                       |                       |                 |            |                     |                  |
| 2007 | 25e         |                   |                     | opgave                   | 44e                |                       | opgave                | opgave          | 10e        |                     |                  |
| 2008 | 34e         |                   |                     | 23e                      |                    |                       |                       |                 |            | 69e                 |                  |
| 2009 | 15e         |                   |                     | opgave                   | 68e                | 29e                   |                       |                 | 4e         |                     |                  |
| 2010 | opgave      |                   |                     | 11e                      |                    | 4e                    |                       |                 | 61e        |                     |                  |
| 2011 | opgave      |                   |                     | 13e                      |                    | 4e (1)                |                       |                 |            |                     | 26e              |
| 2012 |             |                   | ↑                   | 12e                      |                    | 5e                    |                       |                 |            |                     |                  |
| 2013 |             |                   | 9e                  | opgave                   | 7e                 | 29e                   |                       |                 |            |                     |                  |
| 2014 |             | opgave            | 35e                 | 27e                      |                    | ↑                     |                       |                 |            |                     |                  |
| 2015 |             | 11e               | 23e                 |                          | 14e                |                       | opgave                | 15e             |            |                     |                  |
| 2016 |             | opgave            |                     | 19e                      |                    | 24e                   |                       |                 | opgave     |                     |                  |
| 2017 |             | opgave            |                     |                          | 57e                |                       |                       |                 |            |                     |                  |

## Ploegen
- 2003 –  Quick Step-Davitamon-Latexco (onder 21)
- 2004 –  US Postal Service presented by Berry Floor
- 2005 –  Discovery Channel Pro Cycling Team
- 2006 –  Discovery Channel Pro Cycling Team
- 2007 –  Predictor-Lotto
- 2008 –  Silence-Lotto
- 2009 –  Silence-Lotto
- 2010 –  Omega Pharma-Lotto
- 2011 –  Omega Pharma-Lotto
- 2012 –  Lotto-Belisol
- 2013 –  Lotto-Belisol
- 2014 –  Lotto-Belisol
- 2015 –  Lotto Soudal
- 2016 –  Team Katjoesja
- 2017 –  Team LottoNL-Jumbo

Armstrong ·
Azevedo ·
Barry ·
Beltrán · 
Creed ·
Cruz ·
Devolder ·
Hesjedal ·
Hincapie ·
Jekimov     · 
Joachim ·
Kluck · 
Labbe ·
Landis · 
McCarty ·
Michajlov · 
Noval ·
Padrnos ·
Peña ·
Rincón ·
Rubiera ·
Van den Broeck ·
van Heeswijk ·
Ventura ·
Zabriskie
Armstrong (tot 31/07) ·
Azevedo ·
Barry ·
Beltrán · 
Beppu ·
Bileka · 
Brajkovič ·
Creed ·
Cruz ·
Danielson ·
Devolder ·
Hammond ·
Hesjedal ·
Hincapie ·
Hoste · 
Jekimov   · 
Joachim ·
McCartney ·
McCarty ·
Michajlov · 
Noval ·
Padrnos ·
Popovytsj · 
Roulston ·
Rubiera ·
Savoldelli ·
Van den Broeck ·
van Heeswijk
Azevedo ·
Barry ·
Beltrán · 
Beppu ·
Bileka · 
Brajkovič ·
Danielson ·
Devolder ·
Goesev ·
Hammond ·
Hincapie ·
Hoste · 
Jekimov   ·
Joachim ·
Lowe · 
Martínez ·
McCartney ·
Michajlov · 
Noval ·
Padrnos ·
Popovytsj · 
Rubiera ·
Savoldelli ·
Smith ·
Van den Broeck ·
Van Goolen ·
van Heeswijk ·
White
Aerts · Brandt · Cioni · Cornu · Devenyns · De Vocht · Dockx · Evans · Gates · Horner · Hoste · Ingels · Jufré · Kaisen · Leukemans · Lloyd · McEwen · Mertens · Rodriguez · Roesems · Sentjens · Steels · Steurs · Van Avermaet · Van Hecke · Van den Broeck · Van Huffel · Vansevenant · Vansummeren · Zanini
Aerts · Bileka · Brandt · Cioni · Cornu · De Greef · Devenyns · De Vocht · D'Hollander · Dockx · Evans · Gardeyn · Gates · Hoste · Jacobs · Kaisen · Lloyd · McEwen · Popovytsj · Roelandts · Roesems · Sentjens · Steurs · Tjallingii · Van Avermaet · Van den Broeck · Van Huffel · Vansevenant · Vansummeren
Aerts · Brandt · Cretskens · De Greef · Dehaes · Dekker · Delage · D'Hollander · Dockx · Elijzen · Evans  · Gardeyn · Gilbert · Hoste · Jacobs · Kaisen · Lang · Ljungblad · Lloyd · Roelandts · Scheirlinckx · Sentjens · Stubbe · Van Avermaet · Van den Broeck · Vanendert · Vansummeren · Wegelius · Blythe (stagiair) · Boeckmans (stagiair) · Eijssen (stagiair)
Aerts · Bakelants · Blythe · Brandt · Cretskens · De Greef · Dehaes · Delage · D'Hollander · Elijzen · Gilbert · Hoste · Kaisen · Lang · Ljungblad · Lloyd · Löwik · Moreno · Péraud · Roelandts · Scheirlinckx · Stubbe · Van Avermaet · Van den Broeck · Vanendert · Van Goolen · Wegelius · De Winter (stagiair) · Debusschere (stagiair) 
Aerts · Bakelants · Blythe · Boucher · De Clercq · De Greef · Debusschere · Dehaes · Dockx · Gilbert · Greipel · Hansen · Kaisen · Lang · Lloyd · Lodewyck · Neyens · Pujol · Reynés · Roelandts · Sieberg · Van De Walle · Van den Broeck · Vandousselaere · Vanendert · Veikkanen · Willems · Van der Sande (stagiair) 
Bak · Bille · Bulgaç · Cordeel · De Clercq · De Greef · Debusschere · Dehaes · Dockx · Greipel · Hansen · Henderson · Kaisen · Meersman · Neyens · Reynés · Robert · Roelandts · Sieberg · Sohrabi · Van der Sande · Van De Walle · D. Vanendert · J. Vanendert · van Leijen · Vangenechten · Wellens · Van den Broeck · Willems · Sprengers (stagiair) · Wippert (stagiair) 
Bak · Bellemakers · Bille · Bulgaç · Cordeel · De Clercq · De Greef · Debusschere · Dehaes · Dockx · Greipel · Hansen · Henderson · Kaisen · Meersman · Neyens · Reynés · Robert · Roelandts · Sieberg · Van der Sande · Van De Walle · D. Vanendert · J. Vanendert · van Leijen · Vangenechten · Wellens · Van den Broeck · Willems · Broeckx (stagiair) · Carolus (stagiair) 
Armée · Bak · Boeckmans · Breen · Broeckx · De Bie · Debusschere · De Clercq · Dehaes · Dockx · Gallopin · Greipel · Hansen · Henderson · Kaisen · Ligthart · Monfort · Roelandts · Sieberg · Vallée · Van den Broeck · Van der Sande · D. Vanendert · J. Vanendert · Van Genechten · Vervaeke · Wellens · Willems · Benoot (stagiair) · Meurisse (stagiair) · Naesen (stagiair)
Armée · Bak · Benoot · Boeckmans · Breen · Broeckx · De Buyst · De Bie · Debusschere · De Clercq · De Gendt · Dehaes · Dockx · Gallopin · Greipel · Hansen · Henderson · Ligthart · Monfort · Roelandts · Sieberg · Vallée · Van den Broeck · Van der Sande · D.Vanendert · J.Vanendert · Vervaeke · Wellens · Frison (stagiair) · Van Gestel (stagiair) · Van Rooy (stagiair)
Belkov · Bystrøm · Guarnieri · Haller · Isajtsjev · Koeznetsov · Kotsjetkov · Kozontsjoek · Kristoff · Lagoetin · Losada · Machado · Mamykin · Mørkøv · Politt · Porsev · Restrepo · Rodríguez · Silin · Špilak · Taaramäe · Tsatevitsj · Tsjernetski · Van den Broeck · Vicioso · Vorganov · Vorobjov · Zakarin · Maes (stagiair)
Battaglin · Bennett · Boom · Bouwman · Campenaerts   · Castelijns · Clement · De Tier · van Emden · Gesink · Groenewegen · Jansen · Keizer · Kruijswijk · Lammertink · Leezer · Lindeman · Lobato · Martens · Olivier · Roglič · Roosen · Tankink · Tolhoek · Van den Broeck · Van Hoecke · Vermeulen · Wagner · Wynants · Janssen (stagiair)